# Zdobycie Lizbony
Zdobycie Lizbony – zajęcie miasta przez wojska chrześcijańskie w roku 1147 w okresie Rekonkwisty.
Król Portugalii Alfons I po zdobyciu twierdzy Santarém w dniu 15 marca 1147 r. skierował się ku stolicy kraju Lizbonie. Siły królewskie były jednak zbyt słabe aby zdobyć tak wielkie miasto, zaopatrywane przez Maurów od strony morza. Z pomocą Alfonsowi przybyły wojska krzyżowców, którzy wybierali się wówczas na II krucjatę. Flota przewożąca 13 000 krzyżowców opuściła angielski port Dartmouth, kierując się ku Galicji. Wojska krzyżowców składały się z Niemców, Normanów, Szkotów, Fryzów, Flamandów i Anglików.
W Composteli do modlących się na grobie Św. Jakuba krzyżowców zawitał w imieniu króla Portugalii, biskup Porto, który nakłonił przybyłych do pomocy w zdobyciu Lizbony. Dnia 28 czerwca 1147 r. miasto zostało otoczone od strony lądu i morza. Trwające 4 miesiące oblężenie zakończyło się w końcu kapitulacją Maurów 27 października tego samego roku. 